# Anopinella mariana
Anopinella mariana là một loài bướm đêm thuộc họ Tortricidae. Loài này có ở Guatemala.
Chiều dài cánh trước khoảng 10.2 mm.